# 1980 en football
Cet article présente les faits marquants de l'année 1980 en football.

## Chronologie
- 10 février : Championnat d'Espagne : au Camp Nou, le FC Barcelone s'incline sur le score de 0-2 face au Real Madrid. Les buts sont inscrits par García Hernández et Santillana.
- 22 mars : le Nigeria remporte la Coupe d'Afrique des Nations (CAN) en battant l'Algérie en finale. C'est la première "CAN" remportée par le Nigeria. Le Maroc se classe 3e en battant l'Égypte.
  - Article détaillé : Coupe d'Afrique des nations 1980

- 14 mai : le club espagnol de Valence remporte la Coupe d'Europe des vainqueurs de coupes en s'imposant aux tirs au but en finale sur le club londonien d'Arsenal. C'est la première Coupe des coupes glanée par le FC Valence.
  - Article détaillé : Coupe d'Europe des vainqueurs de coupe 1979-1980
- 21 mai : l'Eintracht Francfort remporte la Coupe de l'UEFA face au Borussia Mönchengladbach. C'est la première Coupe de l'UEFA remportée par Francfort.
- 28 mai : le club anglais de Nottingham Forest remporte la Ligue des champions face au club allemand du Hambourg SV (1-0). Le club de Nottingham réussit ainsi l'exploit de conserver son titre acquis en 1979.

- 7 juin : l'AS Monaco remporte la Coupe de France en s'imposant 3 buts à 1 face à l'US Orléans. C'est la troisième Coupe de France remportée par le club de la Principauté.
- 14 juin : première sélection en équipe d'Allemagne pour Lothar Matthäus lors du match RFA-Pays-Bas. Ce match, comptant pour le Championnat d'Europe 1980, est remporté par les Allemands (3-2), grâce à 3 buts de Klaus Allofs.
- 22 juin : la RFA remporte le championnat d'Europe des nations en s'imposant en finale contre la Belgique (score : 2-1).

- 30 novembre : Championnat d'Espagne : au Camp Nou, le FC Barcelone s'impose 2-1 sur le Real Madrid.

## Champions nationaux
- Le Bayern Munich remporte le championnat d'Allemagne.
- Liverpool remporte le championnat d'Angleterre.
- Le Real Madrid remporte le championnat d'Espagne.
- Le FC Nantes remporte le championnat de France.
- L'Inter Milan remporte le championnat d'Italie.
- Le FC Bruges remporte le championnat de Belgique.
- L'Ajax Amsterdam remporte le championnat des Pays-Bas.
- La Jeunesse sportive de Kabylie remporte le Championnat d'Algérie de football.

## Naissances
Plus d'informations : Liste de personnalités du football nées en 1980.
- 16 janvier : Seydou Keita, footballeur malien.
- 25 janvier : Xavi, footballeur espagnol.
- 2 février : Florent Balmont, footballeur français.
- 21 mars : Ronaldinho, footballeur brésilien.
- 30 mai : Steven Gerrard, footballeur anglais.
- 13 juin : Florent Malouda, footballeur français.
- 16 juin : Brandão, footballeur brésilien.
- 8 juillet : Robbie Keane, footballeur irlandais.
- 22 juillet : Dirk Kuyt, footballeur néerlandais.
- 11 août : Sébastien Squillaci, footballeur français.
- 18 août : Esteban Cambiasso, footballeur argentin.
- 7 septembre : Gabriel Milito, footballeur argentin.
- 7 septembre : Emre Belözoğlu, footballeur turc.
- 24 septembre : John Arne Riise, footballeur norvégien.
- 4 octobre : Tomáš Rosický, footballeur tchèque.
- 26 octobre : Christian Chivu, footballeur roumain.
- 8 novembre : Luís Fabiano, footballeur brésilien.
- 7 décembre : John Terry, footballeur anglais.
- 20 décembre : Ashley Cole, footballeur anglais.
- 20 décembre : Martín Demichelis, footballeur argentin.

## Décès
Plus d'informations : Liste de personnalités du football décédées en 1980.
- 23 janvier : Ernst Ocwirk, footballeur autrichien.
- 1er mars : Dixie Dean, attaquant anglais, double champion d'Angleterre et vainqueur de la Coupe d'Angleterre 1933.
- 21 avril : Omar Sahnoun, footballeur français, 24 ans.
- 23 août : Gerhard Hanappi, footballeur autrichien.
- 9 septembre : Fontana, footballeur brésilien, champion du monde 1970.
- 20 décembre : Tom Waring, footballeur anglais.
- 23 décembre : Joaquín Valle, footballeur espagnol.
- 25 décembre : Marcel Langiller, footballeur français.

## Liens
- RSSSF : Tous les résultats du monde